# 一氟化氯
一氟化氯，为氯的氟化物，分子式为ClF。室温下为无色气体。一氟化氯热稳定性很高，即使在高温下，一氟化氯也不易分解。一氟化氯熔点－155.6℃，沸点－100.8℃.化学性质极为活泼。它的性质大多介于Cl2和F2之间。

## 化学反应
1. W + 6ClF → WF6 + 3Cl2
2. Se + 4ClF → SeF4 + 2Cl2
3. CO + ClF →